# Doge (Tổng trấn)

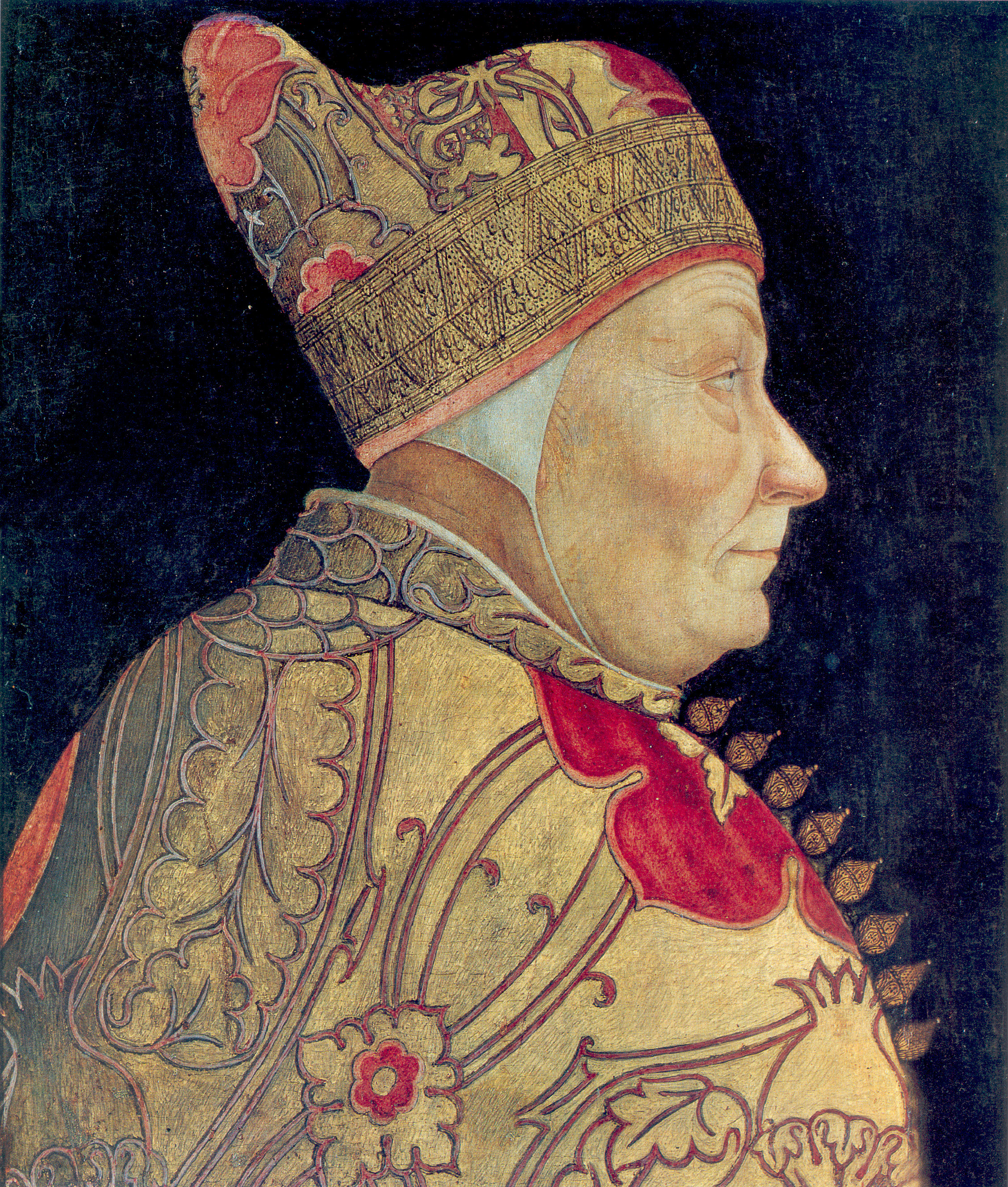
Francesco Foscari là Tổng trấn Venezia thứ 65 của Cộng hòa Venezia từ 1423 đến 1457

Doge (/doʊdʒ/ DOHJ, tiếng Ý: [ˈdɔːdʒe]; số nhiều dogi hoặc doges) là một lãnh chúa tuyển cử và là người đứng đầu nhà nước ở một số thành bang trên Bán đảo Ý, đặc biệt là Cộng hòa Venezia và Cộng hòa Genova, trong thời kỳ Trung cổ và Phục hưng. Các quốc gia như vậy được gọi là "Cộng hòa Vương quyền".

## Từ nguyên
Từ Doge có nguồn gốc từ tiếng Veneto, và xuất hiện trong tiếng Anh thông qua tiếng Pháp. Doge, cùng với từ duke trong tiếng Anh có liên quan và duce trong tiếng Ý, duca (nam tính) và duchessa (nữ tính) đều bắt nguồn từ dux trong tiếng Latinh, có nghĩa là "lãnh đạo tinh thần" hoặc "chỉ huy quân sự". Tuy nhiên, từ duce và Duca không thể thay thế cho nhau. Hơn nữa, Duca (công tước) là một tước hiệu quý tộc và cha truyền con nối. Vợ của một tổng trấn được phong là Dogaressa và văn phòng của tổng trấn được gọi là dogeship.